# Desurbanisierung

Bevölkerungs- und Arbeitsplatzwanderung bei der Desurbanisierung

Desurbanisierung, Deurbanisierung (Entstädterung) oder auf Englisch Counterurbanization ist die absolute Bevölkerungs- und Beschäftigungsabnahme im gesamten Agglomerationsraum einer Stadt. Dieser Prozess der Entstädterung tritt vor allem in altindustrialisierten Räumen (Stahl- und Werftindustrie, der (Unter-)Tagebau, aber auch die Textil- und Porzellanindustrie) in Westeuropa und den USA auf. Ein ähnlicher Prozess des Bedeutungs- und Bevölkerungsverlustes urbaner Zentren lässt sich auch im Weströmischen Reich während und nach der Völkerwanderungszeit sowie im östlichen Mittelmeerraum während des Spätbronzezeitlichen Kollaps beobachten, wobei hier jedoch Ursachen und Mechanismen im Detail zum Teil anders sind.
Desurbanisierung ist ein zyklisches Phänomen, eingebettet in den Urbanisierungszyklus von Urbanisierung, Suburbanisierung, Desurbanisierung und Reurbanisierung, wobei die einzelnen Phasen parallel ablaufen können und nicht zwingend aufeinander folgen. Es konnten in Deutschland das Phänomen der Desurbanisierung im Ruhrgebiet und im Bergischen Land sowie an der niedersächsischen Nordseeküste beobachtet, Ansätze der Reurbanisierung aber bereits nachgewiesen werden, beispielsweise in ostdeutschen Studentenstädten wie Leipzig in Sachsen.